# Twarzą w twarz (serial telewizyjny)
Twarzą w twarz – polski serial sensacyjny emitowany przez telewizję TVN od 4 września 2007 do 25 listopada 2008. Serial realizowany był w technologii HD.
W listopadzie 2008 stacja ogłosiła, że serial nie będzie kontynuowany po zakończeniu drugiej serii.

## Fabuła

### Pierwsza seria
Głównym bohaterem serialu jest Wiktor, pseudonim „Ważka”, który zostaje niesprawiedliwie oskarżony o popełnienie zbrodni. Nie mając możliwości oczyszczenia się z zarzutów, ucieka do Szwajcarii, gdzie poddaje się szeregowi operacji plastycznych twarzy. Wiktor spędza w Szwajcarii dwa lata i poznaje Martę – lekarkę, która podjęła się zmiany jego twarzy. Oboje powoli dobrze się poznają i zakochują w sobie. Marta zachodzi w ciążę. W czasie pobytu za granicą bohater postanawia zmienić swoje życie. Niestety, przeszłość dogania go szybciej, niż się tego spodziewa. Żeby zacząć normalnie żyć u boku ukochanej kobiety, musi zrzucić z siebie ciężar niesłusznych oskarżeń. Po powrocie do Polski Wiktor za wszelką cenę stara się wyjaśnić okoliczności morderstwa, o które został posądzony i znaleźć prawdziwego zabójcę.
W późniejszych odcinkach wyjaśnia się sprawa zabójstwa. W międzyczasie wyjaśnia się sprawa teczki weksla Zarzyckiego i samobójstwa kolegi Wiktora, z którym wykradali daną teczkę, aby oskarżyć Zarzyckiego. To właśnie na terenie garażu, w którym była przetrzymywana teczka, został zabity Hubert. W zemście za zabójstwo boksera Czerwińskiego, którego Piekarz promował, z jego rąk ginie także Żyła, ochroniarz Zarzyckiego, który to zabił sportowca.
Kiedy Marcel dowiaduje się o wszystkim, porywa Martę. Chce wymiany za Wiktora. Ten jedzie na spotkanie z nim i wtedy zostaje zatrzymany po strzelaninie, z której ledwo uciekła Marta i Piekarz.
Kiedy sytuacja wydaje się beznadziejna, Ważce pomaga Wnuk, emerytowany policjant. Wiktor ucieka z aresztu. Marcel zostaje zdemaskowany dzięki żonie Huberta i wtedy po raz drugi porywa Martę. Do pościgu za nim rusza Wiktor. Obaj dojeżdżają na lotnisko w Bemowie. Wiktor i Marcel długo walczą, ale ten drugi zostaje wciągnięty w silnik samolotu. Za współpracę z policją Wiktor zostaje ułaskawiony za takie wykroczenia, jak pobicie i nielegalne posiadanie broni. Marta rodzi dziecko i cała trójka wyjeżdża do Szwajcarii.

### Druga seria
Druga seria rozpoczyna się od piątych urodzin Tomka – syna Wiktora i Marty. Podczas urodzin akcja przenosi się do Afganistanu, gdzie Marcin Sikorski bez wiedzy brata, majora Wojska Polskiego, przemyca transportem wojskowym diamenty. Obaj bracia zostają zatrzymani przez Agencję Bezpieczeństwa Wewnętrznego. Marcin idzie na współpracę i wybiera klinikę Marty Waszak, gdzie w ramach programu ochrony świadka koronnego, zmienia twarz. Wybór kliniki nie jest przypadkowy.
Marta i Wiktor zostają wciągnięci w misterny plan uknuty przez Marcina. Najpierw Marcin porywa Tomka i jako pseudo-pośrednik między Waszakami a porywaczami stawia warunki Waszakom. Ci, chcąc odzyskać ukochane dziecko, spełniają te żądania – wyciągają Pawła Sikorskiego z więzienia.

## Obsada
| Aktor                     | Rola                                                         |
| ------------------------- | ------------------------------------------------------------ |
| Paweł Małaszyński         | Wiktor Waszak „Ważka”                                        |
| Magdalena Walach          | Marta Michalska                                              |
| Szymon Bobrowski          | komisarz Marcel Jaworski                                     |
| Krzysztof Kiersznowski    | podinspektor Janusz Wnuk                                     |
| Agnieszka Wagner          | mecenas Anita Sieńczuk                                       |
| Marta Żmuda Trzebiatowska | Halina „Ola” Słomińska                                       |
| Witold Dębicki            | Piekarski „Piekarz”                                          |
| Jakub Wesołowski          | Paweł Piekarski „Brazyl”, syn „Piekarza”                     |
| Przemysław Bluszcz        | Piotr Zarzycki, właściciel „Expresu Codziennego”             |
| Mariusz Czerkawski        | Hubert Sieńczuk, mąż Anity                                   |
| Jan Wieczorkowski         | Adam Knapp                                                   |
| Aleksandra Mikołajczyk    | Agnieszka Rulewicz                                           |
| Jacek Braciak             | patolog Roman, brat Agnieszki                                |
| Marcin Perchuć            | Paweł Sikorski                                               |
| Karolina Nolbrzak         | komisarz Karolina Klimczak                                   |
| Karolina Gorczyca         | psycholog Dorota Popławska                                   |
| Michał Żurawski           | Marcin Sikorski po operacji plastycznej twarzy               |
| Michał Żurawski           | strażnik więzienny Robert Szyszkiewicz                       |
| Andrzej Andrzejewski      | Marcin Sikorski, brat Pawła przed operacją plastyczną twarzy |
| Tomasz Borkowski          | kapral Piotr Chuptyś                                         |

## Spis serii
| Seria | Seria | Sezon       | Odcinki    | Premiera serii  | Finał serii       | Pora emisji   | Średnia oglądalność |
| ----- | ----- | ----------- | ---------- | --------------- | ----------------- | ------------- | ------------------- |
|       | 1.    | jesień 2007 | 1–12 (12)  | 4 września 2007 | 20 listopada 2007 | wtorek, 21:30 | 2 964 647           |
|       | 2.    | jesień 2008 | 13–25 (13) | 2 września 2008 | 25 listopada 2008 | wtorek, 21:30 | 2 182 643           |

## Ateliery
– Instytut Hematologii i Transfuzjologii w Warszawie

– Osiedle „OAZA” na ulicy Białobrzeskiej 15 w Warszawie

– Alpy

– Terminal drugi lotniska Okęcie

– Stare Miasto w Warszawie

– Plac Konstytucji w Warszawie

– Galeria Handlowa „Złote Tarasy” w Warszawie

– Centrum Handlowe „ARKADIA”

– Lotnisko Warszawa-Bemowo

– Kopalnia w Piechcinie własność firmy „Lafarge”

## Oglądalność serialu
Wszystkie dane zostały podane według AGB Nielsen Media Research.
| Numer odcinka       | Pierwsza seria                   | Druga seria                      |
| ------------------- | -------------------------------- | -------------------------------- |
| 1                   | 2 827 941 (4 września 2007)      | 2 351 804 (2 września 2008)      |
| 2                   | 2 914 001 (11 września 2007)     | 2 059 627 (9 września 2008)      |
| 3                   | 2 951 471 (18 września 2007)     | 2 285 945 (16 września 2008)     |
| 4                   | 2 654 028 (25 września 2007)     | 2 421 070 (23 września 2008)     |
| 5                   | 2 852 484 (2 października 2007)  | 2 177 039 (30 września 2008)     |
| 6                   | 2 865 479 (9 października 2007)  | 2 364 143 (7 października 2008)  |
| 7                   | 2 905 223 (16 października 2007) | 2 093 446 (14 października 2008) |
| 8                   | 3 136 087 (23 października 2007) | 2 110 046 (21 października 2008) |
| 9                   | 2 894 674 (30 października 2007) | 2 049 656 (28 października 2008) |
| 10                  | 3 171 317 (6 listopada 2007)     | 2 074 969 (4 listopada 2008)     |
| 11                  | 2 959 204 (13 listopada 2007)    | 2 156 737 (11 listopada 2008)    |
| 12                  | 3 532 606 (20 listopada 2007)    | 2 084 052 (18 listopada 2008)    |
| 13                  | –                                | 2 187 754 (25 listopada 2008)    |
| Średnia oglądalność | 2 964 647                        | 2 182 643                        |